# Ruska Wieś (Węgorzewo)
Ruska Wieś (deutsch Reussen) ist ein Ort in der polnischen Woiwodschaft Ermland-Masuren und gehört zur Stadt- und Landgemeinde Węgorzewo (Angerburg) im Powiat Węgorzewski (Kreis Angerburg).

## Geographische Lage
Ruska Wieś liegt im Nordosten der Woiwodschaft Ermland-Masuren, nur eineinhalb Kilometer südwestlich der Kreisstadt Węgorzewo (Angerburg).

## Geschichte
Der vor 1785 Reußendorf, nach 1898 Reussin und erst dann Reussen genannte Ort erfuhr im Jahre 1402 seine Gründung. Das Ortsbild war geprägt durch ein großes Gut. Im Jahre 1874 wurde der Gutsbezirk Reussen in den neu errichteten Amtsbezirk Thiergarten (polnisch Trygort) eingegliedert, der zum Kreis Angerburg im Regierungsbezirk Gumbinnen der preußischen Provinz Ostpreußen gehörte.
Der Gutsbezirk Reussen zählte im Jahre 1910 insgesamt 37 Einwohner. Am 30. September 1928 verlor das Dorf seine Eigenständigkeit und kam zur Stadtgemeinde Angerburg (polnisch Węgorzewo).
Im Jahre 1945 wurde Reussen zusammen mit dem ganzen südlichen Ostpreußen in Kriegsfolge nach Polen überstellt und trägt seitdem die polnische Namensform „Ruska Wieś“. Heute ist der Ort Sitz eines Schulzenamtes (polnisch Sołectwo) und eine Ortschaft im Verbund der Stadt- und Landgemeinde Węgorzewo im Powiat Węgorzewski, vor 1998 zur Woiwodschaft Suwałki, seither zur Woiwodschaft Ermland-Masuren zugehörig.

## Kirche
Die bis 1945 mehrheitlich evangelische Bevölkerung Reussens war in das Kirchspiel der Pfarrkirche Angerburg im Kirchenkreis Angerburg in der Kirchenprovinz Ostpreußen der Kirche der Altpreußischen Union eingepfarrt. Die nach 1945 nur noch wenigen evangelischen Einwohner gehören jetzt noch zur Kirchengemeinde Węgorzewo, wobei diese nun aber eine Filialgemeinde der Pfarrei in Giżycko (Lötzen) in der Diözese Masuren der Evangelisch-Augsburgischen Kirche in Polen ist.
Die nur geringe Zahl katholischer Kirchenglieder war vor 1945 in die Pfarrei der Angerburger Kirche zum Guten Hirten im Dekanat Masuren II (Sitz: Johannisburg, polnisch Pisz) im damaligen Bistum Ermland eingegliedert. Heute sind die Katholiken in der Mehrheit und in die Pfarrei der Kirche St. Peter und Paul in Węgorzewo im Dekanat Węgorzewo im jetzigen Bistum Ełk (Lyck) der Römisch-katholischen Kirche in Polen einbezogen.

## Verkehr
Ruska Wieś liegt unmittelbar am Stadtrand von Węgorzewo und ist über eine Nebenstraße zu erreichen, die die Kreisstadt entlang des Ufers des Mauersees (polnisch Jezioro Mamry) über Zwierzyniecki Róg (Thiergartenspitze) mit Trygort (Thiergarten) verbindet. Eine Bahnanbindung besteht nicht mehr, seit die Węgorzewo durchquerenden Bahnstrecken außer Betrieb gestellt sind.